# スティーヴ・ヤング
スティーヴ・ヤング（Steve Young、 1972年3月15日 - ）はイギリス南部ワイト島Ryde出身のギタリスト、シンガー・ソングライター。

## プロフィール
1990年代半ばに活動を始め、初期にはライオネル・リッチーのセッション・ギタリストとしてテレビ出演等した。
2007年から2012年にかけては、元サヴェージ・ガーデンのダレン・ヘイズのギタリストとしての活動が顕著。テレビ、ラジオ出演、ロイヤル・アルバート・ホール、ウェンブリー・アリーナといったメジャーな会場でのコンサートにも参加。また、ダレンの豪における「The Time machine」ツアーにも参加した。このツアーはDVD化されており、そこではエレクトリック・ギター、アコースティック・ギター、そしてパーカッションを演奏するスティーヴの姿が見られる。
ダレンの2011年に発表した4枚目のソロアルバム「Secret Codes and Battleships」においてはギター演奏の他、1曲目の「Taken By The Sea」に共作者として名を連ねている。
他、豪出身女性歌手Kate Alexaの2012年のアルバム「Infatuation」では"X-rated", "Something You Say", "We're Not Ready"の3曲をKate、Tom Nicholsと共作。
2012年から2013年にかけてはラミン・カリムルーのギタリストとしての活動が目立つ。ラミンの2012年4月にリリースされたソロCD「RAMIN」（米国では「Human Heart」と改題）にギタリストとして参加。同年5月に行われたラミンの英国ツアーに参加、7月にラミンが幼少期を過ごしたピーターバラ（カナダ、オンタリオ州）で開かれたリトル・レイク音楽祭からは、ラミンのソロ・ライブ時における音楽監督も務める。
同年9月の北米ツアー、12月のテキサス・ミニ・ツアー、2013年4～5月のアメリカ・ツアーその他多くのライブ・パフォーマンス、テレビ番組にラミンに伴い出演。2012年秋から、ラミンは自らの音楽をBroadway to Bluegrass（縮めてBroadgrass)と称するようになるが、そのBroadgass Bandの創設メンバーの1人でもある。なお、2013年4月にハリウッドで行われたBroadgrass Bandのライブはブロードウェイ・ワールド.comで「ベスト・キャバレー・アーティスト」賞をラミンにもたらしている
また、Simon Bailey のソロ・アルバム「Looking Up」においてはThe Avett Brothers をカバーした「Murder in the City」 にラミンと共に参加。
2013年秋からはスカンジナビアの客船で演奏を始め、2014年11月7日現在5回に渡りエンターテイメント・クルーとして乗船している。一度乗船すると3～4週間連続で船上で過ごすことになり、その間に書きためた自作曲を自身初のEP「Little Things」として2014年10月に発表。11月中旬にはニューヨークで、2015年1月には本拠地：ロンドンにてEPお披露目ライブが予定されている。
ソロ活動の他には、エリック・クラプトンのトリビュート・バンド：Slowhand Tribute Bandも結成し、2014年2月に英国ハートフォードでデビュー・ライブを行い、その後同国内の音楽祭に7月と8月に出演。